# کریدور بوم‌شناختی شمال شرقی
کریدور بوم‌شناختی شمال شرقی (به انگلیسی: Northeast Ecological Corridor) یک منطقهٔ مسکونی در ایالات متحده آمریکا است که در پورتوریکو واقع شده است.